# Khangarh
Khangarh (urdú: خان گڑھ) és una ciutat del Panjab (Pakistan), a la riba del Chenab, amb una població propera als vint mil habitants. Forma part del districte de Muzaffargarh i és una Union Council del tahsil de Muzafargarh, ciutat de la que està a uns 12 km al sud.
Fou fundada vers el 1794 per un parent del governador paixtu de Multan, Muzaffar Khan. El 1818 fou ocupada per les forces de Ranjit Singh, maharajà sikh de Lahore. Va passar als britànics amb la resta del Panjab el 1849 i des d'aquest any fins al 1861 fou la capital del districte de Khangarh; en aquest darrer any la capitalitat es va traslladar a Muzaffargarh que va donar el nou nom al districte.